# Алексеевка (Лунинский район)
Алексеевка — упразднённая деревня в Лунинском районе Пензенской области России. Входила в состав Болотниковского сельсовета. Упразднена в 2009 году.

## География
Деревня располагалась к югу от реки Шукша, на расстоянии примерно в 3,5 километрах по прямой к юго-востоку от села Болотниково.

## История
Основана в конце XVIII века помещиком на «отхожей даче Шильникова» села Архангельского в Мокшанском уезде Пензенской губернии.
В 1910 году деревня состояла из 1 общины и 81 двора В ней имелись ветряная мельница,  кузница, лавка. В административном отношении входила в состав Мерлинской волости Мокшанского уезда. После 1917 года центр Алексеевского сельсовета; позже в Болотниковском. В начале 1930-х организован колхоз «Память Ленина». С 1950-х годов отделение колхоза имени 8 Марта.
Исключена из учётных данных законом Законодательного Собрания Пензенской области от 23 октября 2009 года № 1797-ЗПО.

## Население
| 1864 | 1897 | 1910 | 1926 | 1930 | 1939 | 1959 |
| ---- | ---- | ---- | ---- | ---- | ---- | ---- |
| 276  | ↗505 | ↘481 | ↘459 | ↗520 | ↘369 | ↘162 |
| 1979 | 1989 | 1996 | 2002 |      |      |      |
| ↘44  | ↘13  | ↘8   | ↘6   |      |      |      |

Согласно результатам переписи 2002 года в деревне проживало шесть жителей русской национальности.